# 학생건강체력평가제도
학생건강체력평가제도(學生健康體力評價制度, 영어: Physical Activity Promotion System, PAPS)는 초·중·고등학교에서 시행되며 학생의 건강도를 평가해 알맞은 신체 활동을 처방하고 학생 스스로 자신의 건강관리가 가능하도록 하는 의무 평가 제도로, 흔히 팝스라고도 불린다. 성별에 따라 등급 기준이 다르다.

## 종목
- 심폐지구력
  - 다단계 피트니스 테스트(MSFT, 왕복오래달리기, 셔틀런)
  - 오래달리기-걷기
  - 스텝 검사

- 유연성
  - 앉아윗몸앞으로굽히기

- 근력·근지구력
  - 팔굽혀펴기
  - 윗몸말아올리기
  - 악력 검사

- 순발력
  - 50m 달리기
  - 제자리멀리뛰기

- 체지방
  - 체질량지수
  - 체지방률